# Банє Село
Банє Село (хорв. Banje Selo) — населений пункт у Хорватії, у Загребській жупанії у складі міста Светий Іван-Зелина.

## Населення
Населення за даними перепису 2011 року становило 106 осіб.
Динаміка чисельності населення поселення:

## Клімат
Середня річна температура становить 10,54 °C, середня максимальна – 24,98 °C, а середня мінімальна – -6,31 °C. Середня річна кількість опадів – 850 мм.
| Клімат поселення                              | Клімат поселення | Клімат поселення | Клімат поселення | Клімат поселення | Клімат поселення | Клімат поселення | Клімат поселення | Клімат поселення | Клімат поселення | Клімат поселення | Клімат поселення | Клімат поселення | Клімат поселення |
| Показник                                      | Січ.             | Лют.             | Бер.             | Квіт.            | Трав.            | Черв.            | Лип.             | Серп.            | Вер.             | Жовт.            | Лист.            | Груд.            |                  |
| Середній максимум, °C                         | 6,04             | 8,14             | 12,64            | 16,83            | 21,80            | 24,98            | 24,43            | 23,80            | 19,76            | 14,53            | 8,92             | 4,90             |                  |
| Середня температура, °C                       | −0,13            | 1,96             | 6,48             | 10,66            | 15,62            | 18,82            | 20,56            | 19,92            | 15,87            | 10,64            | 5,02             | 1,01             |                  |
| Середній мінімум, °C                          | −6,31            | −4,2             | 0,30             | 4,50             | 9,46             | 12,64            | 16,67            | 16,03            | 12,00            | 6,75             | 1,14             | −2,88            |                  |
| Норма опадів, мм                              | 48               | 46               | 55               | 66               | 75               | 92               | 78               | 84               | 80               | 80               | 84               | 62               |                  |
| Середньомісячна швидкість вітру, м/с          | 1.90             | 2.10             | 2.50             | 2.40             | 2.20             | 2.00             | 1.96             | 1.80             | 1.80             | 1.85             | 1.94             | 1.92             |                  |
| Середньомісячна сонячна радіація, кДж/м²·день | 4074             | 6869             | 10573            | 14958            | 19148            | 21269            | 21878            | 19296            | 14169            | 8796             | 4536             | 3307             |                  |
| --------------------------------------------- | ---------------- | ---------------- | ---------------- | ---------------- | ---------------- | ---------------- | ---------------- | ---------------- | ---------------- | ---------------- | ---------------- | ---------------- | ---------------- |
| Джерело:                                      |                  |                  |                  |                  |                  |                  |                  |                  |                  |                  |                  |                  |                  |